# 爱德华·雷文
爱德华·雷文（英語：Edward Raven，？—），新西兰男子水球运动员。他曾代表新西兰国家队参加1950年大英帝国运动会水球比赛，获得一枚银牌。